# Vladimír Jehlík
 Vladimír Jehlík (20. května 1940 Jičín – 18. května 2019) byl český botanik.

## Život
V dobách svých frýdlantských gymnaziálních studií otiskoval jeho články Sborník libereckého Severočeského muzea. Vysokoškolská studia zakončil roku 1963 diplomovou prací pojmenovanou „Rostlinná společenstva Frýdlantského výběžku“, v níž představil podrobný popis tehdejší tamní květeny. Následně působil v Botanickém ústavu Akademie věd České republiky a také ve Výzkumném ústavu rostlinné výroby. Zabýval se zejména tzv. synantropní vegetací měst a obcí. Ve své praxi se zabýval také přírodou Frýdlantska. Kromě mapování vegetace podél kolejišť (studoval železniční koridory z bývalého Sovětského svazu přes Slovensko) se zabýval i přístavišti na řekách ve střední Evropě (viz kniha vydaná nakl. Academia (https://www.academia.cz/die-vegetation-und-flora-der-flusshaefen-mitteleuropas--jehlik-vladimir--academia--2013) či publikace Jehlík V, Dostálek J, Frantík T (2019) Alien plants in Central European river ports. NeoBiota 45: 93-115. https://doi.org/10.3897/neobiota.45.33866). Celý život se věnoval problematice zavlečených rostlin (kniha: Cizí expanzivní plevele České a Slovenské republiky).

## Dílo
Jehlík se podílel například na těchto publikacích:
- JEHLÍK, Vladimír. Cizí expanzivní plevele České republiky a Slovenské republiky. 1. vyd. Praha: Academia, 1998. 506 s. ISBN 80-200-0656-7.
- JEHLÍK, Vladimír. Die Vegetation und Flora der Flusshäfen Mitteleuropas. 1. vyd. Praha: Academia, 2013. 542 s. (Živá příroda). ISBN 978-80-200-2099-4. (německy)